# Совјетски (Лењинградска област)
Совјетски (рус. Сове́тский), до 1948. Јоханес (рус. Йо́ханнес; фин. Johannes) насељено је место са административним статусом варошице (рус. посёлок городского типа) на северозападу европског дела Руске Федерације. Налази се на северозападу Лењинградске области и административно припада Виборшком рејону.
Према проценама националне статистичке службе за 2015. у вароши је живело 7.064 становника.
Статус насеља урбаног типа, односно варошице носи од 1940. године.

## Географија
Варошица Совјетски смештена је у западном делу Виборшког рејона, на источним обалама Виборшког залива, у приморском делу Карелијске превлаке. Налази се на око 144 километра северозападно од града Санкт Петербурга, односно на око двадесетак километара јужније од рејонског центра Виборга.
Важна је железничка станица на пола пута између Виборга и Приморска (на обалама Финског залива). Кроз северни део вароши протиче река Гороховка.
Западно од насеља у акваторији Виборшког залива налази се острво Шкољни, најзначајније излетиште локалног становништва.

## Историја
Насеље се у писаним изворима по први пут помиње током XVII века под финским именом Јоханес, а име насеља потиче од парохијске лутеранске цркве посвећене Светом Јовану Крститељу (извесно је да је црква саграђена 1888. године). Насеље је до 1917. године било у саставу Велике Кнежевине Финске, а потом до 1940. и у границама независне Финске. Иако је као последица Зимског рата варошица постала делом Совјетског Савеза, насеље је убрзо поново прешло под управу Финске (током Другог светског рата). Као последица Продуженог рата са Финском и службено прелази у састав Совјетског Савеза 1947. године. Након рата већина финског становништва је расељена у Финску, док је цело подручје насељено руском популацијом из унутрашњости земље.
Године 1940. насеље је добило званични административни статус у рангу варошице, а садашњи назив које носи од 1948. године последица је интезивне русификације подручја Карелијске превлаке која је извршена половином прошлог века. Насеље је садашње име добило у част пилота и Хероја Совјетског Савеза Михајла Советског који је погинуо 1944. године.

## Демографија
Према подацима са пописа становништва 2010. у вароши је живело 7.131 становник, док је према проценама националне статистичке службе за 2015. варошица имала 7.064 становника.
| 1939. | 1959. | 1970. | 1979. | 1989. | 2002. | 2010. | 2015. |
| ----- | ----- | ----- | ----- | ----- | ----- | ----- | ----- |
| ---   | 3,561 | 3,123 | 3,112 | 6,471 | 6,607 | 7,131 | 7,064 |

## Привреда
Најважнији привредни објекат у вароши је фабрика за производњу целулозе и папира „ОАО Виборшка целулоза” (рус. ОАО «Выборгская целлюлоза») основана још 1926. године. У новије време у фабрици се производи и дрвени пелат као нуспроивод обраде дрвета. Данас је ова фабрика један од највећих светских произвођача овог био-горива.